# غلاف حول نجمي

نجم ميرا.

الغلاف حول نجمي (بالإنجليزية: Circumstellar envelope)‏ أو أغلفة الأقراص حول النجمية هو جزء من النجم له شكل كروي تقريبا ولا يرتبط جاذبيا مع نواة النجم.. وعادة ما تتكون المغلفات بفعل الرياح النجمية الكثيفة، أو أنها موجودة قبل تشكيل النجم مغلفات نجوم من النجوم القديمة (متغيرات ميرا ونجوم OH/IR) تتطور في نهاية المطاف إلى سديم الكواكب الأولية، أغلفة تحيط بالأجسام النجمية الفتية

## وصلة خارجية
- The Structure and Evolution of Envelopes and Disks in Young Stellar Systems